# Rehmate
Rehmate ist ein Wohnplatz im Ortsteil Zehlendorf der Stadt Oranienburg im Landkreis Oberhavel in Brandenburg.

## Geografie
Der Ort liegt knapp drei Kilometer nordöstlich von Zehlendorf und als östlichste Siedlung der Stadt fast 13 Kilometer vom Zentrum entfernt. Das kleine Dorf befindet sich im Naturpark Barnim, wird vom Vogelschutzgebiet Obere Havelniederung umgeben und grenzt im Norden an das Landschaftsschutzgebiet Obere Havelniederung.

## Geschichte
1817 gehörte der Ort zum Amt Friedrichsthal des Kreises Niederbarnim im Regierungsbezirk Potsdam in der preußischen Provinz Brandenburg. Zu dieser Zeit wurde hier ein Forsthaus verzeichnet und drei evangelische Einwohner, welche nach Zehlendorf eingepfarrt waren. Mit Auflösung des Amtes Friedrichsthal kam der Ort 1819 zum Amt Liebenwalde.